# Viticulture en Corée du Sud

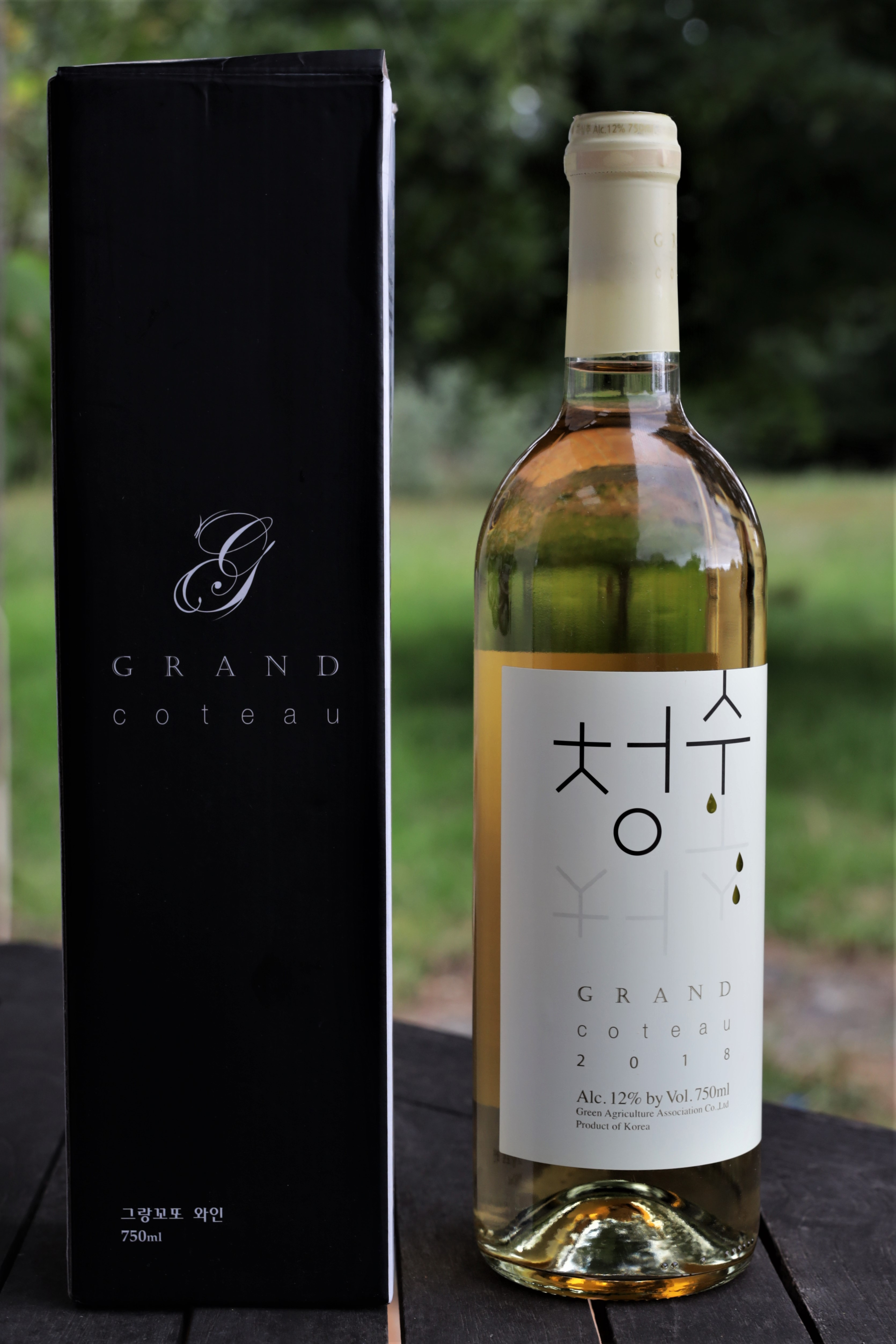
Vin blanc à base de Cheongsu.

La viticulture en Corée du Sud est une production limitée basée sur plusieurs cépages locaux comme le Cheongsu ou le Gubong.

## Historique
Lors de son naufrage en Corée en 1653, le commerçant hollandais de la VOC Hendrik Hamel fait goûter à des coréens pour la première fois du vin, et traite du sujet dans ses carnets de voyages.
Pendant l'occupation japonaise de la Corée le vin Akadama produit par Suntory connait une certaine popularité.

## Encépagement
Le cépage local Cheongsu est à la base de plusieurs vins blancs, et le croisement Campbell Early pour certains vins rouges, tout comme le Gubong, autre cépage rouge local.

## Sources
1. ↑  19 august 1653, Hendrik Hamel - Hamel's Journal, dans Martin Uden, Times Past in Korea An Illustrated Collection of Encounters, Customs and Daily Life Recorded by Foreign Visitors, Routledge, October 12, 2012, 264 Pages,  (ISBN 9780203059265)
2. ↑  Lee Sun-Min, « Korean wines make their mark in Seoul’s top hotels: Locally-produced drinks offer diners a new way to enjoy fruit », dans korea JoongAng Daily , le 29 aout 2019, consulté sur koreajoongangdaily.joins.com le 6 juin 2020
3. ↑  Jean-Baptiste Ancelot, « Wine Explorers: South Korea », dans The Drinking Business, le 29 septembre 2014, consulté sur www.thedrinksbusiness.com le 6 juin 2020